# Diplotaxis coriacea
Diplotaxis coriacea är en skalbaggsart som beskrevs av Bates 1888. Diplotaxis coriacea ingår i släktet Diplotaxis och familjen Melolonthidae. Inga underarter finns listade i Catalogue of Life.